# The Bottom

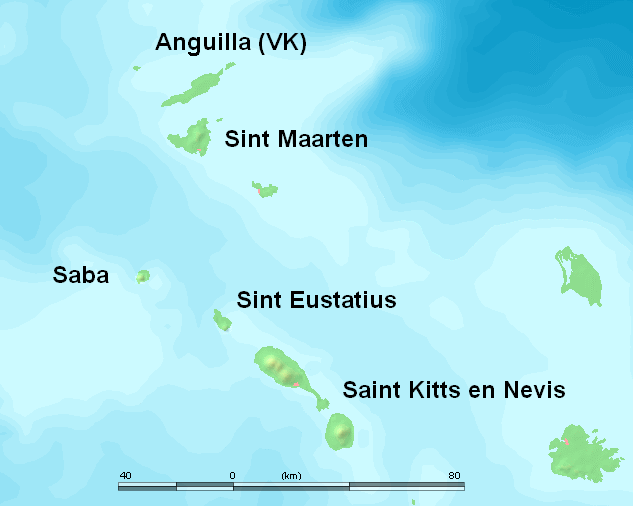
Översiktskarta

The Bottom är huvudort på ön Saba i tidigare Nederländska Antillerna, nuvarande Karibiska Nederländerna.

## Staden
The Bottom är belägen i botten på kratern efter en utslocknad vulkan och har ca 400 invånare.
Havet nås via en stentrappa om ca 800 trappsteg kallad The Ladder ned mot viken Ladder Bay. Detta var också enda sättet att nå ön fram till år 1963 då den lilla flygplatsen öppnades och 1972 då hamnen i Fort Bay öppnades.
Centrum utgörs av området kring Wilhelminapark och gatorna Noordstraat och Brouwerstraat. Där finns några historiska byggnader som kyrkorna Christuskerk, byggd år 1777 och därmed troligen Sabas äldsta byggnad, Heilig Hartkerk byggd år 1877 och Wesleyaanse Heiligingskerk från 1919.
Förutom förvaltningsbyggnader som Gouverneurshuis finns även ett sjukhus A.M. Edwards Medical Center och är hem för Saba University School of Medicine. Stadens museum The Major Osmar Ralph Simmons Museum visar bruksföremål från öns historia.
Staden är även utgångspunkt för öns enda väg kallad The Road som påbörjades år 1938.
Ca 200 m nedanför centrum ligger hamnen och öns flygplats Juancho E. Yrausquin Airport ligger på andra sidan ön.

## Historia
Staden byggdes av holländare och omnämns första gången omkring år 1632.
Namnet härstammar från De Botte (holländska för 'skålen') och syftar på det geografiska läget, nuvarande namn är en engelsk förvanskning.